# Austauschmotor
Austauschmotor (kurz: AT-Motor oder ATM, auch Tauschmotor oder Motor im Tausch) ist eine im Kfz-Handel übliche Bezeichnung für einen instandgesetzten Motor eines Fahrzeuges, der einen baugleichen Originalmotor ersetzt. Existierende Normen in Deutschland sind das RAL Gütezeichen Motoreninstandsetzung und die VDI-Richtlinie 4084. Motoren mit der Bezeichnung „Generalüberholter Motor nach RAL-GZ 797“ werden nach streng festgelegten Qualitätsmaßstäben instand gesetzt. So werden etwa Verschleißteile grundsätzlich ausgetauscht. Ist der Motor nicht aufgearbeitet, spricht man von einem Gebrauchtmotor.
Normalerweise wird der Begriff nicht für ein neues Aggregat verwendet, sondern für einen gebrauchten Motor, der generalüberholt wurde. Für den Austauschmotor wird dazu ein defekter Motor instand gesetzt, beispielsweise durch leichtes Aufbohren und Honen der Zylinder, Überholen des Zylinderkopfes und Erneuerung der Lager. Mit der Bezeichnung „Austauschmotor“ allein sind jedoch keine festgelegten Qualitätskriterien verbunden. Verbindliche Auskunft über die Motoreigenschaften geben nur ergänzende Beschreibungen wie „Original-Austauschmotor“ oder „gütegesichert nach RAL-GZ 797“.
Der Kilometerstand wird nicht auf die bisherige Laufleistung des Austauschmotors angepasst, da der Rest des Fahrzeugs schon die angezeigten Kilometer absolviert hat. Um die Wertsteigerung durch den anderen Motor auszudrücken, werden im Serviceheft das Einbaudatum und der bisherige Kilometerstand des Motors angegeben.